# Santa Ana (Wenezuela)
Santa Ana – miasto w Wenezueli, w stanie Nueva Esparta, na wyspie Margarita.